# 叙普河畔容什里
敘普河畔容什里（法語：Jonchery-sur-Suippe，法語發音：[ʒɔ̃ʃʁi syʁ sɥip]）是法国马恩省的一个市镇，属于香槟沙隆区。

## 地理
叙普河畔容什里（49°9'32"N, 4°28'30"E）面积24.74 平方千米，位于法国大東部大區马恩省，该省份为法国东北部内陆省份，北起阿登省，西北接埃纳省，西南接塞纳-马恩省，南至奥布省，东南接上马恩省，东临默兹省。
与叙普河畔容什里接壤的市镇（或旧市镇、城区）包括：屈佩尔利、大穆尔默隆、大圣伊莱尔、苏安-佩尔特莱叙尔吕、叙普、瓦德奈。

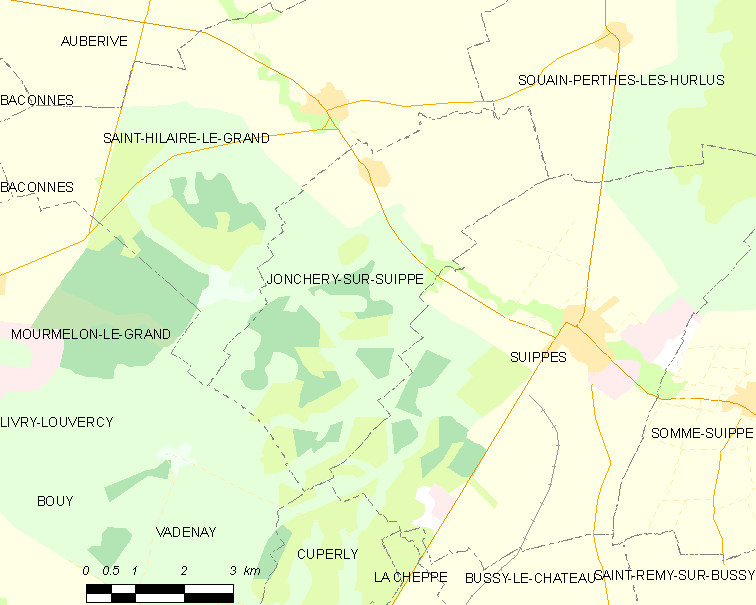
叙普河畔容什里的OSM定位图

叙普河畔容什里的时区为UTC+01:00、UTC+02:00（夏令时）。

## 行政
叙普河畔容什里的邮政编码为51600，INSEE市镇编码为51307。

## 政治
叙普河畔容什里所属的省级选区为阿戈讷-叙普-韦勒县。

## 人口

1962-2008年间叙普河畔容什里人口变化图示

叙普河畔容什里于2022年1月1日时的人口数量为228人。